# Простичко желание
„Простичко желание“ (на английски: A Simple Wish) е американско фентъзи от 1997 г. на режисьора Майкъл Ричи, и участват Мартин Шорт, Мара Уилсън и Катлийн Търнър. Това е последният филм на режисьора Майкъл Ричи преди смъртта му през 2001 г.